# CMS G3

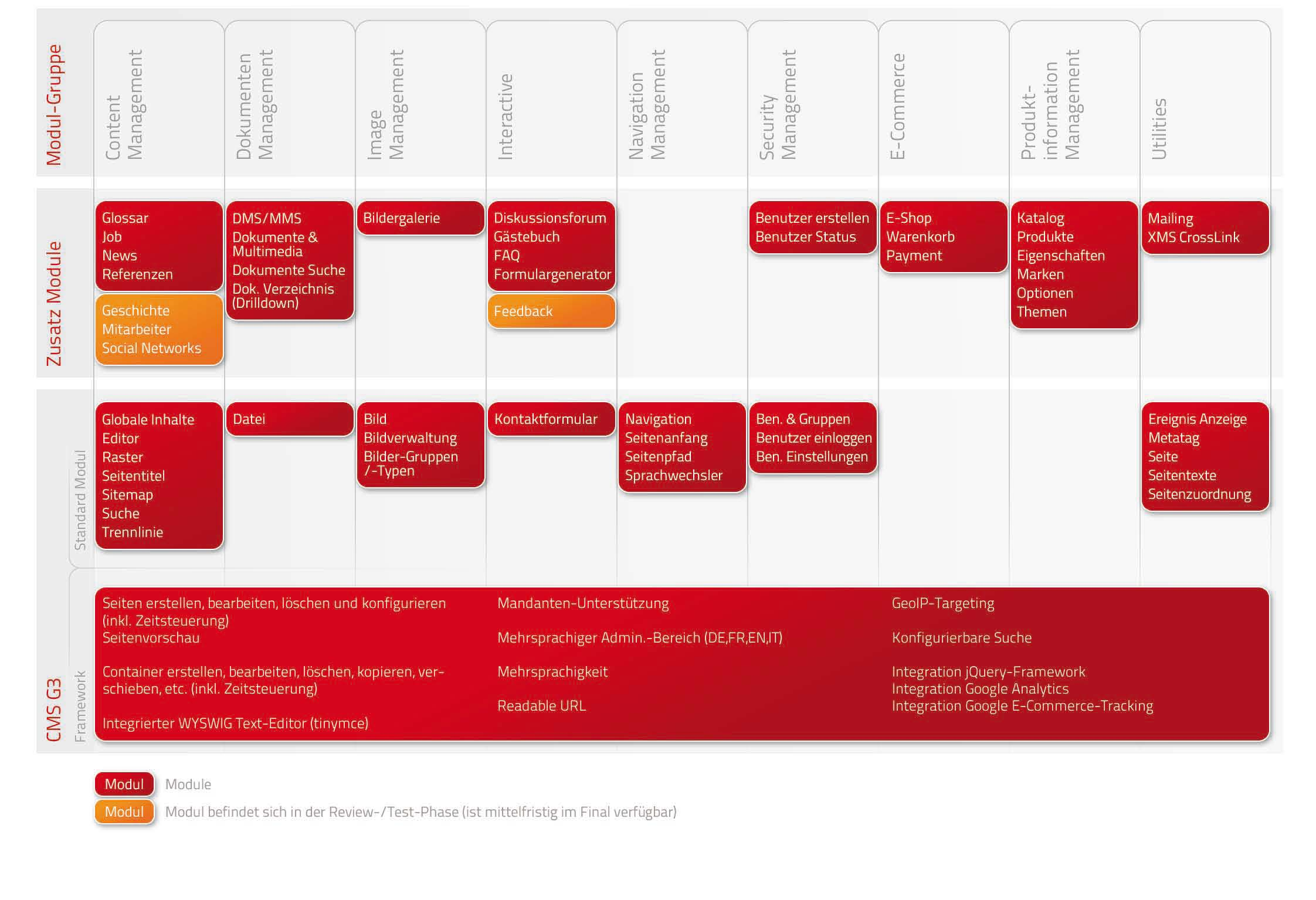
CMS G3 Modulübersicht

Das CMS G3 ist ein Enterprise-Content-Management-System und wurde während mehr als zehn Jahren von der INM AG fortlaufend weiterentwickelt. Firmen wie die Migros, Brother oder Blacksocks setzen das CMS G3 strategisch für ihre Internet- wie auch Intranet-Lösungen ein.
Das G3 ist ein sehr modular aufgebautes Content-Management-System, das über
- ein Framework,
- mehrere Standardmodule und
- optionale Zusatzmodule

verfügt.
Das CMS G3 Framework basiert auf ColdFusion der Firma Adobe Inc. und nutzt diverse Client-Bibliotheken wie Ext JS und jQuery, aber auch Open-Source-Frameworks wie log4j. Die aktuelle Version 1.6 lässt sich sowohl auf Windows als auch unter Linux betreiben. Als Webserver wird Apache HTTP Server eingesetzt.